# Brachymeria lingulata
Brachymeria lingulata är en stekelart som beskrevs av Wallace A. Steffan 1955. Brachymeria lingulata ingår i släktet Brachymeria och familjen bredlårsteklar.
Artens utbredningsområde är Burundi. Inga underarter finns listade.